# محمدعلی امانی
محمدعلی امانی همدانی (زاده ۱۳۳۹ تهران) سیاستمدار ایرانی، دبیرکل حزب مؤتلفه اسلامی از بهمن ۱۴۰۳ و عضو هیئت مدیره سازمان اقتصاد اسلامی است. امانی دبیر اجرایی حزب مؤتلفه اسلامی و رئیس ستاد انتخاباتی سید مصطفی میرسلیم در دوازدهمین انتخابات ریاست جمهوری بوده‌است. وی نامزد دوره نهم اتاق بازرگانی تهران بود.